# Mohammad Reza Khanzadeh
Mohammad Reza Khanzadeh (persisch محمدرضا خانزاده; * 20. Januar 1992 in Teheran) ist ein iranischer Fußballspieler, der als Innenverteidiger auf dem Platz steht. 

## Karriere

### Klub
In seiner Jugend spielte er bei Rah Ahan und wechselte von dort zur Saison 2010/11 fest in die erste Mannschaft. Zur Spielzeit 2012/13 wechselte er anschließend weiter zum FC Persepolis. Im November 2013 folgte eine Leihe zu Zob Ahan, die bis zum Ende der laufenden Saison dauerte. Nach der darauffolgenden Saison folgte dann ein Wechsel zum Foolad FC. Im Sommer 2016 ging es dann schon weiter zum Siah Jamegan FC sowie nach einer weiteren Saison wiederum zum Padideh Khorasan FC.
Ab Sommer 2018 wechselte er danach erstmals ins Ausland und schloss sich in Katar dem al-Ahli SC an. Nach dem Ende der Saison 2018/19 wechselte er wieder in sein Heimatland und schloss sich Tractor Sazi Täbris an. Seit August 2021 steht er bei Gol Gohar Sirjan unter Vertrag, für den er bis 2022 spielte.
Im Jahr 2023 wechselte Khanzadeh für zehn Monate zu Malavan Bandar Anzali FC. Nach Ablauf dieses Engagements unterschrieb er im Jahr 2024 einen Vertrag über elf Monate beim iranischen Erstligisten Sanat Naft FC, wo er bis 2025 unter Vertrag steht.

### Nationalmannschaft
Sein erster bekannter Einsatz für die iranische Nationalmannschaft war ein 0:0 gegen Saudi-Arabien, während der Westasienmeisterschaft 2012. Nach zwei weiteren Einsätzen dort bekam er außer einem Spiel bei der Qualifikation für die Asienmeisterschaft 2015 nur Einsätze bei Freundschaftsspielen.
Er stand auch im Kader für die Endrunde der Weltmeisterschaft 2018, bekam hier jedoch keine Einsatzzeit. Nach dem Turnier kam er noch bei ein paar Freundschaftsspielen zum Einsatz. Das bisher letzte fand am 24. Dezember 2018 gegen Palästina statt.